# 1958年體育
请参看：
- 1958年
- 1958年电影
- 1958年文学
- 1958年音乐
- 1958年体育
- 1958年电视
- 1958年台灣

1958年重要國際體育賽事包括：
- 第六屆世界盃足球賽；6月8日至6月28日於瑞典舉行

## 體育大事

### 4月至6月
- 6月28日——巴西以五比二擊敗主辦國瑞典而首次奪得世界盃足球賽冠軍。

## 足球
主條目：1958年足球